# Thứ Bảy
Thứ Bảy là một ngày trong tuần nằm giữa thứ Sáu và Chủ nhật. Ngày này cùng ngày chủ nhật được gọi chung là cuối tuần.
Tiếng Việt chịu ảnh hưởng từ tiếng Bồ Đào Nha vốn coi ngày này là ngày thứ bảy trong tuần lễ. Một số ngôn ngữ khác như tiếng Ả Rập, tiếng Hy Lạp, tiếng Do Thái, tiếng Thổ Nhĩ Kỳ cũng gọi ngày trong tuần theo thứ tự đó.
Trong Tiếng Trung, ngày này được gọi là Tinh kỳ lục (chữ Hán: 星期六) nghĩa là kỳ sao thứ sáu. Trong tiếng Nhật và tiếng Hàn, ngày này được gọi là Thổ Diệu Nhật (Kanji/Hanja: 土曜日, Kana: どようび - do yōbi, Hangeul: 토요일 - to yo il), nghĩa là "ngày Thổ Diệu" hay "ngày Sao Thổ".
Với các ngôn ngữ Âu châu khác, tên gọi ngày Thứ Bảy có gốc từ thần thoại La Mã Saturnus, tức vị thần nông nghiệp.
Theo truyền thống Do Thái, thứ Bảy là ngày Sabat, ngày cuối tuần, ngày quan trọng nhất trong tuần, vì theo Kinh Thánh đó là ngày được Chúa chúc phúc. Trong ngày này, mọi hoạt động đều phải được nghỉ để hoàn toàn rảnh rỗi.